# 피에트로 아나스타시
피에트로 아나스타시(이탈리아어: Pietro Anastasi, 1948년 4월 7일 ~ 2020년 1월 17일)는 튀르키예인 베드로(시칠리아어: Petruzzu 'u turcu)라고 지지자가 붙여준 별명으로도 알려진 이탈리아의 전 축구 선수로, 현역 시절 공격수로 주로 활동했다.
그는 1966년에 바레세에서 프로 무대 신고식을 치렀고, 1년차에 세리에 A 승격을 이룩했다. 1부 리그에서 인상적인 첫 시즌을 이듬해 보낸 후, 그는 1968년에 유벤투스로 이적해 성공적이며 알찬 8년을 보내면서 3번의 세리에 A 우승을 거두었다. 이후 그는 인테르나치오날레로 이적하여 1978년에 코파 이탈리아를 우승했고, 아스콜리로 이적해 3년을 보냈다. 그는 스위스 루가노에서 마지막 1년을 보내고 긴 현역 생활에 마침표를 찍었다.
아나스타시는 국가대항전에서 1968년부터 1975년까지 이탈리아를 대표로 25경기 출전해 8골을 기록했다. 그는 안방에서 열린 유로 1968에서 성인 국가대표팀 첫 경기를 치렀고, 유고슬라비아와의 결승전에서 득점을 기록한 것으로 회자되는데, 이탈리아는 이 대회에서 사상 첫 유럽 선수권 대회 우승을 거두었다. 그는 1974년 월드컵에도 참가했다.
아나스타시는 은퇴 후 평론가로 활동했다. 그는 2020년 1월 17일에 근위축성 측삭경화증으로 영면에 들었다.

## 클럽 경력
아나스타시는 시칠리아 주 카타니아 출신이다. 현역 시절(1964–1982), 그는 마시미니아나, 바레세, 유벤투스, 인테르나치오날레, 그리고 아스콜리에서 활약했다. 세리에 A 무대에서, 그는 도합 338번의 경기에 출전해 105골을 기록했다.(이 중 유벤투스에서 205경기 출전해 78골 득점) 비록 그는 세리에 A 득점왕에 등극한 적이 없으나, 1968–69 시즌, 1969–70 시즌, 그리고 1973–74 시즌에 3차례 득점 3위에 이름을 올렸었다.
그는 세리에 D의 마시미니아나에서 프로 신고식을 치러 1965-66 시즌에 18골을 기록하며 득점력에 잠재가 있음을 보였다. 그는 이후 세리에 B의 바레세로 이적해 37경기에 출전해 6골을 득점하여 세리에 A 승격에 일조했고, 그 다음 시즌인 1967년 9월 24일, 그는 피오렌티나와의 경기에서 19세의 나이로 세리에 A 첫 경기를 치렀다. 그는 세리에 A 1년차에 11골을 넣는 인상적인 활약을 펼쳤는데, 이 중 3골은 1968년 2월 4일에 바레세가 유벤투스에 5-0 충격패를 안긴 경기에서 기록했고, 이 경기 덕에 그는 이탈리아 국가대표팀에 차출될 수 있었다.

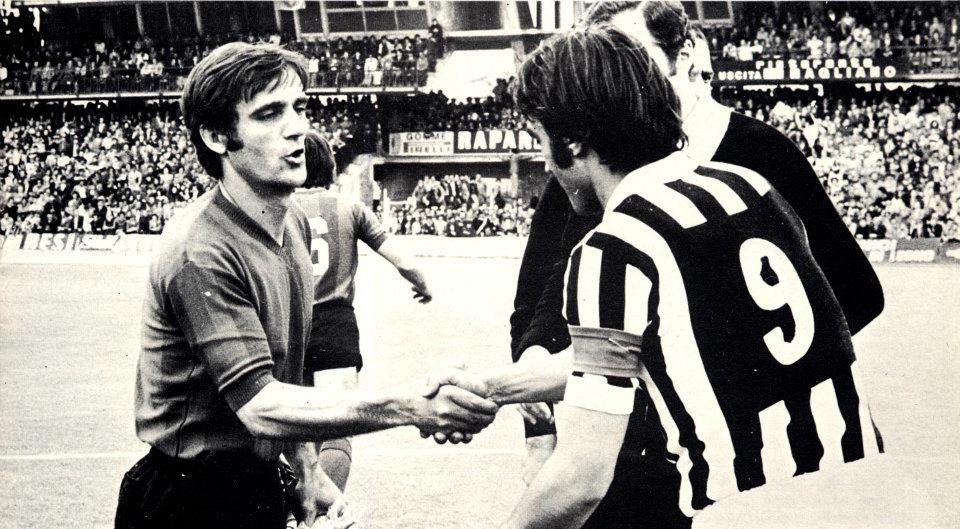
1975년, 테르나나 주장 페르난도 베나티와 악수하는 유벤투스의 주장 아나스타시(등번호 9번)

될성부른 모습을 보인 아나스타시는 1968년에 당시 역대 최고 이적료인 650M ITL에 유벤투스로 이적했고, 그는 토리노 연고 구단에 몸담으며 3번의 세리에 A 우승을 거두었고, 1971년에는 마지막 인터시티스 페어스컵 결승행에도 일조했는데, 같은 대회에서 10골로 득점왕에 올랐지만, 리즈 유나이티드와의 결승전에서 패하면서 준우승에 만족해야 했다. 아나스타시는 인터시티스 페어스컵에서 12골을 기록해 유벤투스 선수들 중 이 대회에서 가장 많은 득점을 올렸고, 코파 이탈리아에서도 30골로 구단 역대 최다 득점 선수이다. 그는 78골로 로베르토 바조와 함께 유벤투스의 세리에 A 공동 최다 득점 10위이기도 하며, 유벤투스의 국제 대회 역대 최다 득점 또한 22골로 4위이다. 그는 모든 대회 통틀어 역대 최다 득점 7위에 오른 선수이기도 하다. 1974년, 아나스타시는 구단 주장으로 임명되었다. 그는 1974-75 시즌에 코파 이탈리아 우승을 거두었는데, 이 시즌에 유벤투스는 2차 조별 리그를 2위로 마쳤는데, 결승전 진출을 승점 1점 차로 놓쳤다. 아나스타시는 앞서 1972-73 시즌에 유벤투스 소속으로 대회 결승에 올랐지만, 아약스에 0-1로 패하며 준우승에 머물렀다. 그는 유벤투스 소속으로 총 303번의 경기에 출전해 130골을 기록했다.
1976년, 아나스타시는 카를로 파롤라 감독과의 불화로 1군에서의 입지가 줄어들었고, 로베르토 보닌세냐와 교환되어 인테르나치오날레로 이적했다. 아나스타시는 인테르나치오날레에서 1977-78 시즌 코파 이탈리아를 우승했는데, 나폴리와의 결승전에 교체로 출전했지만, 유벤투스 시절처럼 꾸준히 득점하는 모습을 보이지는 못했다. 그 결과, 그는 1978년에 아스콜리로 방출되었고, 이 구단 소속으로 세리에 A 무대를 3년 더 밟으며 9골을 기록했다. 1979년 12월, 그는 3-2로 이긴 친정 유벤투스와의 경기에서 자신의 세리에 A 100호골을 넣었다. 그는 스위스 리그의 루가노에서 1981-82 시즌 동안 말년을 보낸 후 은퇴했다.

## 국가대표팀 경력

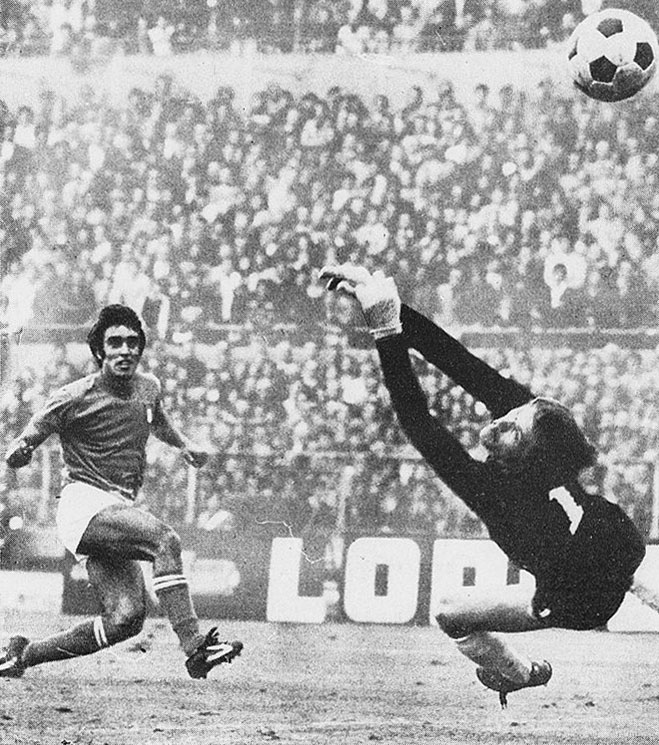
1972년 9월 20일, 토리노에서 열린 유고슬라비아와의 친선경기에서 마리치를 넘겨 쐐기골에 성공하는 아나스타시(왼쪽). 이탈리아는 이 경기를 3-1로 이겼다.

아나스타시는 이탈리아 국가대표팀 일원으로 안방에서 열린 유로 1968의 우승 주역으로, 로마의 올림피코에서 6월 8일에 열린 이 대회의 유고슬라비아와의 결승전 본경기에서 국가대표팀 첫 경기를 치렀고, 경기는 1-1 무승부로 끝났다. 같은 상대로 이틀 뒤 벌인 결승전 재경기에서, 그는 첫 국가대표팀 득점에 성공했는데, 아나스타시는 오른발로 뜬 공을 문전 밖에서 차넣어 2-0으로 점수차를 늘렸고, 이탈리아는 그 점수로 승리했다. 그는 멕시코에서 열린 1970년 월드컵에도 참가할 예정이었으나, 부상으로 낙마해 그리하지 못했다. 그를 대신해 미드필더 조반니 로데티와 두 공격수가 페루초 발카레지 감독의 부름을 받았다: 로베르토 보닌세냐와 피에리노 프라티가 이탈리아의 결승행에 힘을 보태게 되었다. 아나스타시는 1974년 월드컵에 참가해 3-1로 이긴 아이티와의 1차 조별 리그 첫 경기에서 득점을 기록했지만, 이탈리아는 이 조를 통과하지 못하고 조기에 탈락했다. 아나스타시는 1968년부터 1975년까지 이탈리아 국가대표팀 경기에 25번 출전해 8골을 넣었다.

## 경기 방식
아나스타시는 당대 이탈리아 최고의 공격 자원으로 평가받았는데, 빠르고, 신체적으로 강인하며, 근면하고, 믿음직하며, 민첩한 공격수로, 반응 속도가 빨랐다. 그는 골 결정력도 좋고, 지능적이며, 득점 본능이 살아 있는, 기회를 잘 잡는 골잡이로, 공격적으로 쇄도하여 견제하는 선수를 제치고 주력, 힘, 공 없는 움직임, 그리고 위치 선정을 통해 문전의 득점하기 좋은 위치로 침투할 수 있었다. 키가 작으나 신체가 튼실한 아나스타시는 그의 본보기인 존 찰스와 마찬가지로 중앙을 책임진 공격수였다. 그러나, 그는 보다 현대적이고 변칙적으로 이 역할을 맡았는데, 문전 앞에서만 활동한 전통적인 등번호 9번의 선수들과 대조된다. 비록, 그는 이 역할을 맡아 힘으로 공을 사수하고 동료에게 건내거나 득점으로 연결하는데 도가 텄으나, 동료와 공을 주고받고 기회를 창출하거나 동료의 득점을 돕는 것은 물론 자체의 기동력과 연계 능력을 통해 당대 공격형 미드필더와 유사하게 활약할 수 있었다. 그는 예측 불가능한 경기 방식과 공 없는 수비에서의 효율은 물론 헌신, 용기, 패기, 그리고 이타적인 경기 방식으로, 멀리 빠져 상대를 압박하고 중원으로 내려가 공을 회수하기도 했다. 그에 따라, 그는 이탈리아 축구 용어로 기동성 중앙 공격수(centravanti di manovra, 예를 들어 공격 전개 과정에 공헌하는 중앙 공격수)로서 통용되었고, 현대 축구에 널리 통용되는 "가짜 9번"의 선구자로도 볼 수 있었다. 공을 잡을 때 서툰 편이고, 천부적으로 창조적이며, 전술적으로 유연하거나, 기교가 뛰어난 것은 아니나, 빠른 주력으로, 가속력이 뛰어나고 예측을 잘하며, 공몰이를 양 발로 능히 해내는 데 도가 튼 선수로, 이탈리아 기자 체사레 란차는 그를 루이지 메로니에 견주어 보았다. 그에 따라, 그는 간혼 우측면을 맡아 우아함, 탄탄한 기술, 그리고 공 배급을 맡았고, 좌측면을 맡아 떠돌다가 완전한 스트라이커로서 동료의 득점 기회를 창출하기도 했다.
유벤투스 지지자들로부터 "하얀 펠레"(il Pelé bianco)라고도 알려진 아나스타시는 구단 지지층 사이에서 매우 인기가 있었고, 기술적으로 어려운 동작을 동원해 멋진 득점을 창출해내는 경향은 물론 공중에서 곡예사와 같은 능력을 뽑냈는데, 예를 들어 공중 차기와 가위차기를 자주 시도했다. 그는 본래 오른발잡이이나, 어느 발로든 잘 마무리했고, 달리는 와중에도 공으로 상대 골망을 강타했다. 경기 능력 자체 외에도, 아나스타시는 유벤투스에서 성공을 거둔 시칠리아인이었기에 몇몇 남이탈리아 동료들과 함께 남부에서 이주한 이탈리아인으로서 북부와 남부 사이 지역 감정의 골이 심했던 시기에 상징적인 존재가 되었다. 특히, 그는 남부 이탈리아에서 피아트 취직을 위해 토리노로 이주한 공장 노동자들의 상징적인 존재가 되었다. 그의 또다른 별칭은 "페트루초"(Petruzzo)나 "튀르키예인 베드로"(시칠리아 방언으로 Petru 'u turcu로 표기)였는데, 그는 비교적 갈색의 태양에 그을린 자신이 언급하기 싫어하는 어두운 피부가 두드러졌기 때문이었다. 그러나, 경기장 밖에서, 그는 자제력이 부족한 데에 언론의 지탄을 받기도 했다.

## 은퇴 후
현역 은퇴 후, 아나스타시는 잠시 유소년 감독으로 활동하다가, 이탈리아 텔레비전 방송사 7 골드와 스카이 스포츠의 축구 평론가로 활동했다.

## 사생활
피에트로 아나스타시는 안나를 배우자로 맞이하여 슬하에 실바노와 잔루카 두 아들을 두었다. 피에트로는 프로 축구에 입문했던 바레세 시절에 안나를 만났다. 은퇴 후, 그는 바레세로 돌아가 영면에 들기 전까지 머물렀다.

## 최후
2018년부터 근위축성 측삭경화증으로 투병하던 아나스타시는 2020년 1월 17일, 향년 71세로 바레세에서 영면에 들었다. 그는 생전 마지막 3년 동안 장에 종양이 발견되어 수술을 받은 적이 있는 것으로도 밝혀졌다.

## 수상
유벤투스
- 세리에 A: 1971–72, 1972–73, 1974–75
- 인터콘티넨털컵: 1973
- 유러피언컵 준우승: 1972–73
- 인터시티스 페어스컵 준우승: 1970-71

인테르나치오날레
- 코파 이탈리아: 1977–78

이탈리아
- 유럽 선수권 대회: 1968

개인
- 코파 이탈리아 득점왕: 1974–75[33]
- 인터시티스 페어스컵 득점왕: 1970–71[34]
- 이탈리아 축구 명예의 전당: 2019[35]